# Christoph Hoffmann (Politiker)
Christoph Hoffmann (* 9. Dezember 1957 in Schliengen) ist ein deutscher Forstwissenschaftler und Politiker (FDP). Er war von 2017 bis 2025 Mitglied des Deutschen Bundestages.

## Leben
Christoph Hoffmann studierte nach dem Abitur 1977 Forstwissenschaften an der Albert-Ludwigs-Universität Freiburg mit Abschluss als Diplom-Forstwissenschaftler 1983. Er absolvierte anschließend den Vorbereitungsdienst für die Forstlaufbahn mit Staatsexamen 1985 beim Land Baden-Württemberg. Nach einem Promotionsstudium der Forstgenetik an der Universität Berkeley wurde Hoffmann 1994 an der Universität Göttingen promoviert. Er war in verschiedenen Projekten und Positionen der baden-württembergischen Forstverwaltung eingesetzt.

## Politik
Hoffmann war von 2007 bis 2017 Bürgermeister von Bad Bellingen (2007 erstmals gewählt und 2015 wiedergewählt) und Vorstandsmitglied im Gemeindetag Baden-Württemberg.
Für die Bundestagswahl 2017 trat Hoffmann als FDP-Kandidat im Wahlkreis Lörrach – Müllheim an und zog über Platz 10 der Landesliste der FDP Baden-Württemberg in den 19. Deutschen Bundestag ein. Dort ist er Obmann des Parlamentarischen Beirats für nachhaltige Entwicklung. Zudem ist er Mitglied im Ausschuss für wirtschaftliche Zusammenarbeit und Entwicklung, stellvertretendes Mitglied im Ausschuss für Ernährung und Landwirtschaft, Vorsitzender der Parlamentariergruppe Zentralafrika, Mitglied der Parlamentariergruppe Ukraine und Mitglied der Parlamentskreise Bahnlärm, Fluglärm und Schienenverkehr. Für die Fraktion der Freien Demokraten ist Hoffmann der Entwicklungspolitische Sprecher.
Für die Bundestagswahl 2021 kandidierte er erfolgreich erneut für die FDP. In der 20. Wahlperiode war Hoffmann stellvertretender Vorsitzender des Ausschusses für wirtschaftliche Zusammenarbeit und Entwicklung. Da der für den Ausschussvorsitz von der AfD vorgeschlagene Abgeordnete keine Mehrheit der Stimmen der Ausschussmitglieder auf sich vereinen konnte, nahm Hoffmann die Aufgaben als kommissarischer Vorsitz wahr. Hoffmann war zudem stellvertretendes Mitglied im Ausschuss für Ernährung und Landwirtschaft, Vorsitzender der AG Wirtschaftliche Zusammenarbeit und Entwicklung, stv. Vorsitzender der Parlamentariergruppe Zentralafrika, ordentliches Mitglied der Parlamentariergruppen Westafrika und Ukraine. Er war ordentliches Mitglied in der Deutsch-Französischen Parlamentarierversammlung und stellvertretender Vorsitzender des Parlamentskreises Biosphärenreservate.
Bei der Bundestagswahl 2025 kandidierte Hoffmann nicht erneut.

## Privates
Hoffmann ist verheiratet und Vater eines Kindes.